# Konstantin Tielegin
Konstantin Fiodorowicz Tielegin (ros. Константин Фёдорович Телегин, ur. 22 października?/3 listopada 1899 w Tatarsku, zm. 16 listopada 1981 w Moskwie) – radziecki dowódca wojskowy, funkcjonariusz NKWD, generał porucznik.

## Życiorys
Od 1918 pełnił służbę w Armii Czerwonej, od 1919 w RKP(b).
Brał udział w wojnie domowej, był zastępcą komisarza pułku strzeleckiego. W 1931 ukończył Wojskową Akademię Polityczną im. Tołmaczowa w Leningradzie.
Od 1936 był pełnił służbę w organach politycznych w wojskach NKWD, uczestnik walk nad jeziorem Chasan w 1938 oraz wojny z Finlandią 1939-1940. 
Od grudnia 1939 komisarz wojsk NKWD ochrony zaplecza. 1940-1941 w centralnym aparacie NKWD ZSRR, w czerwcu 1941 mianowany komisarzem brygadowym, od VII 1941 członek Rady Wojskowej Moskiewskiego Okręgu Wojskowego, a 1942-1945 Frontu Dońskiego, Stalingradzkiego, Centralnego i 1 Białoruskiego, od 24 VIII 1943 mianowany generałem porucznikiem. Uczestnik bitwy pod Moskwą, Stalingradem, Kurskiem, o Dniepr, operacji białoruskiej, wiślańsko-odrzańskiej, pomorskiej i berlińskiej. Członek radzieckiej grupy dowódców wojskowych, przed którą została podpisana kapitulacja III Rzeszy. Kierownik radzieckiej komisji rządowej mającej zidentyfikować szczątki Hitlera i Goebbelsa. VI 1945 - V 1946 1. członek Rady Wojskowej Grupy Wojsk Radzieckich w Niemczech. Był bliskim współpracownikiem i przyjacielem marszałka Gieorgija Żukowa. 1947 zwolniony z armii, 24 I 1948 aresztowany, 20 III 1952 skazany na 25 lat więzienia „za kradzież majątku i niedoniesienie o przestępstwie kontrrewolucyjnym”. VII 1953 zwolniony i zrehabilitowany, przywrócony do służby. 1955-1956 zastępca kierownika kursów oficerskich „Wystrieł” ds. politycznych. Od VIII 1956 na emeryturze. 
Pochowany na cmentarzu Nowodziewiczym.

## Odznaczenia
- Order Lenina (trzykrotnie - 27 sierpnia 1943, luty 1945, 29 maja 1945)
- Order Rewolucji Październikowej (1968)
- Order Czerwonego Sztandaru (czterokrotnie, m.in. 1943, 1944 i 1948)
- Order Suworowa I klasy (6 kwietnia 1945)
- Order Bohdana Chmielnickiego I klasy (29 lipca 1944)
- Order Czerwonej Gwiazdy (dwukrotnie)
- Medal 100-lecia urodzin Lenina
- Medal „Za obronę Moskwy”
- Medal „Za obronę Stalingradu”
- Medal „Za zwycięstwo nad Niemcami w Wielkiej Wojnie Ojczyźnianej 1941–1945”
- Medal jubileuszowy „Dwudziestolecia zwycięstwa w Wielkiej Wojnie Ojczyźnianej 1941–1945”
- Medal jubileuszowy „Trzydziestolecia zwycięstwa w Wielkiej Wojnie Ojczyźnianej 1941–1945”
- Medal „Za zdobycie Berlina”
- Medal „Za wyzwolenie Warszawy”
- Medal „Weteran Sił Zbrojnych ZSRR”
- Medal jubileuszowy „XX lat Robotniczo-Chłopskiej Armii Czerwonej”
- Medal jubileuszowy „30 lat Armii Radzieckiej i Floty”
- Medal jubileuszowy „40 lat Sił Zbrojnych ZSRR”
- Medal jubileuszowy „50 lat Sił Zbrojnych ZSRR”
- Medal jubileuszowy „60 lat Sił Zbrojnych ZSRR”
- Medal „W upamiętnieniu 800-lecia Moskwy”
- Odznaka „Zasłużony Funkcjonariusz Bezpieczeństwa"
- Krzyż Komandorski Orderu Virtuti Militari (Polska)